# Hviderusland ved vinter-OL 2022
Hviderusland deltog i vinter-OL 2022 i Beijing, Kina i perioden 4. – 20. februar 2022.

## Medaljer
| 2022 Beijing | Guld | Sølv | Bronze | Total |
| Hviderusland | 0    | 2    | 0      | 2     |

### Medaljevindere
| Hviderusland under vinter-OL 2022 i Beijing | Hviderusland under vinter-OL 2022 i Beijing | Hviderusland under vinter-OL 2022 i Beijing | Hviderusland under vinter-OL 2022 i Beijing | Hviderusland under vinter-OL 2022 i Beijing |
| Medalje                                     | Navn                                        | Sport                                       | Event                                       | Dato                                        |
| ------------------------------------------- | ------------------------------------------- | ------------------------------------------- | ------------------------------------------- | ------------------------------------------- |
| Sølv                                        | Anton Smolski                               | Skiskydning                                 | Mændenes individuelle                       | 8. februar                                  |
| Sølv                                        | Hanna Huskova                               | Freestyle skiløb                            | Damernes aerials                            | 14. februar                                 |